# 马明龙 (1924年)
马明龙（1924年—1999年10月24日），男，回族，河南南阳人，中华人民共和国政治人物，中国农工民主党中央委员会原常务委员，广西壮族自治区政协原副主席。